# 湯姆·李斯
湯馬士·占士·"湯姆"·李斯（1990年11月28日—），是一名英格蘭足球員，司職後衛，出身列斯聯青訓系統，現效力英冠球會哈特斯菲。

## 球員生涯

### 球會
李斯的足球生涯在列斯聯展開，他曾在2009年獲邀參加季前熱身賽，並在對舒爾本和格倫杜蘭的賽事中代表一隊上陣。同年9月1日，他被球會外借至阿克寧頓，時任列斯聯領隊西蒙·加利臣對此評論道：「加盟阿克寧頓可以提供一個機會讓他熟悉一隊的環境，而我們將會繼續注視他。」同日，他在以2-1的比分擊敗奧咸的英錦標賽事中首次上陣。
9月22日，西蒙·加利臣表示願意繼續將李斯外借至阿克寧頓，並認為他就算重返球會亦無幫助。9月30日，他的借用期被延長至1月1日。12月下旬，他的借用期被延長至2009/10球季結束。雖然，他是一名中堅，但在達倫·肯普森和菲爾·愛德華茲的正選中堅組合下，他卻仍然以右閘位置使人留下深刻印象，其中一場著名賽事是以1-3的比分不敵英超球會富咸的足總盃賽事。他以中堅、右閘或三人防守的形式代表阿克寧頓在各項競賽項目中總共上陣46次。
2010年2月23日，李斯與列斯聯續約兩年，直至2012年7月。5月6日，時任阿克寧頓領隊約翰·科爾曼表示希望在下季再次借用他。
2010年8月3日，李斯被球會外借至貝利直至2011年1月，外借期間李斯與列斯聯再續兩年半新約。在為貝利上陣24場後，李斯獲延長借用至球季結束。
2011年9月30日，列斯聯與20歲的李斯延長合約至2015年夏季。

### 國家隊
李斯曾入選英格蘭U21，其首場國際賽為2012年9月10日英格蘭U21主場對挪威U21的2013年U21歐洲國家盃外圍賽，以後備身份上場。

## 外部連結
- 足球数据库：湯姆·李斯的球员统计数据 （英文）
- 湯姆·李斯 （页面存档备份，存于）於英格蘭足總簡歷